# Mosebacke Etablissement

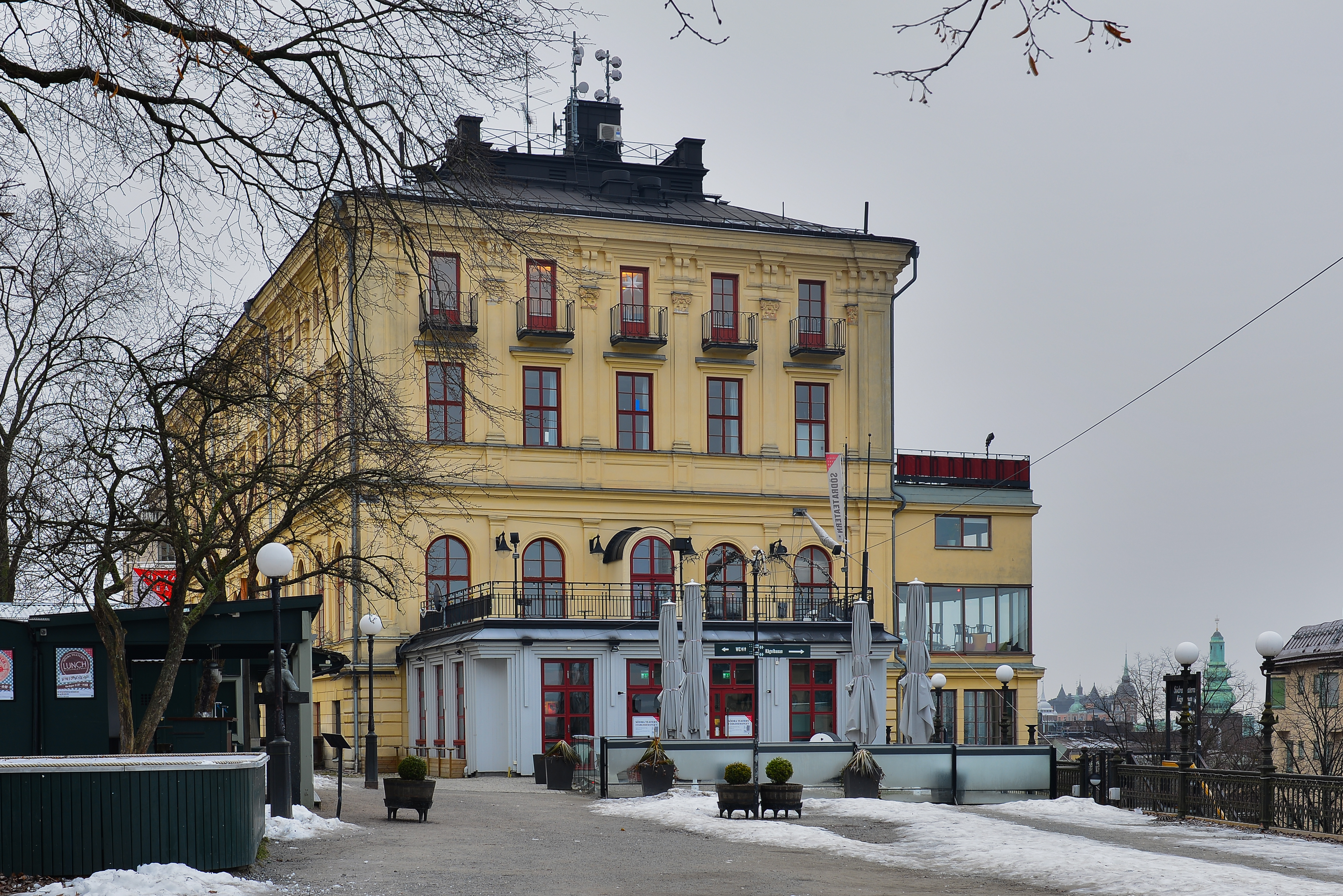
Södra teaterns och Mosebacke terrass.

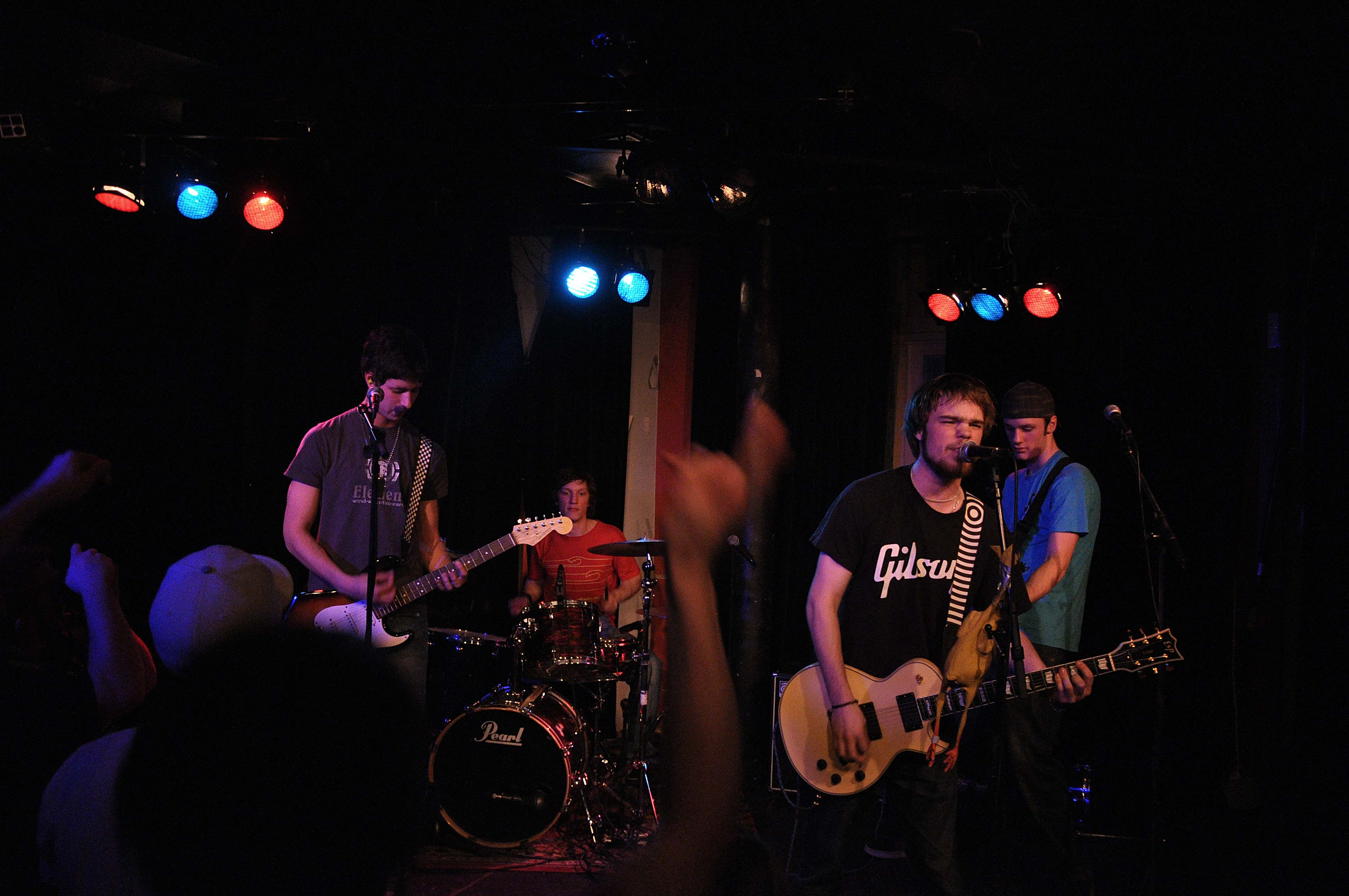
Gruppen One Leg Short uppträder på Mosebacke 2009.

Mosebacke Etablissement är en 2014 återuppstånden restaurang och livescen i Södra Teaterns hus vid Mosebacke torg på Södermalm i Stockholm. Lokalen har sedan 2011 drivits av Södra Teatern AB, som är en del av Riksteatern. Scenutbudet inkluderar konserter, stand up och humorshower.

## Historik
Lokalerna har anor som nöjespalats som går tillbaka till 1700-talet. Mellan maj 1970 och februari 1999 ansågs Mosebacke Etablissement vara den svenska visans huvudscen, tack vare de dåvarande ägarna och eldsjälarna Git Magnusson och Bo Stenhammar. Inledningsvis, till 1973, var även Sid Jansson delägare.
Artistlistan från den tiden innehöll många kända och populära artister – trubadurer som Cornelis Vreeswijk, Fred Åkerström och Torgny Björk, Gisela Nordell och Ulf Bagge, jazzmusiker som Dexter Gordon, Toots Thielemans och Scott Hamilton samt skådespelare som Kim Anderzon, Per Ragnar, Johan Rabaeus och Mikael Segerström. Alla fanns de avbildade på lokalernas väggar fram till 2010 (se nedan). Tillsammans med Karl Gustav Qvarfordt startade Stenhammar även operaaftnar med unga sångare.
Under sommaren 2008 sade hyresvärden Riksteatern upp hyresavtalet. Det ledde till ett artistupprop i medierna och en protestgrupp på Facebook som samlade över 14 300 medlemmar. Många oroades av rykten om att verksamheten skulle upphöra eller förändras drastiskt. Johan Wikner och Conrad Nyqvist stod för ledningen från 1999 och fram till slutet, hösten 2010. Under dessa år hade man lyckats locka en ny generation besökare genom att förvalta traditionen med populära konserter, stå-upp komiker, visaftnar och inte minst med klubbar som Moserobie, Yes!, Rub-a-Dub, Raw Fusion, Bar Brasil, Cuba Nocturna m fl. På utomhusterrassen höll man under dessa år konserter med svenska och utländska artister som Robyn, Dag Vag, Petter, Timbuktu, Veronica Maggio, Caesars, Freddie Wadling, Bo Kaspers Orkester, Lisa Nilsson, Gilberto Gil, Milton Nascimento, Linton Kwesi Johnson, Bebel Gilberto m fl.
Hösten 2010 upphörde verksamheten då det sedan länge etablerade namnet Mosebacke Etablissement övergavs när det skattefinansierade Riksteatern (som äger Södra Teatern) tog över och 2011 öppnade en annan krog i lokalen under nytt namn - Etablissemanget - med inredning i annan stil. 2014 återfick Södra Teatern rättigheterna till namnet Mosebacke Etablissement[källa behövs] och verksamheten drivs nu åter under det varumärket.